# Frank Crisp
Sir Frank Crisp (25 octobre 1843 à Londres - 29 avril 1919) est un avocat, microscopiste et horticulteur britannique.

## Biographie

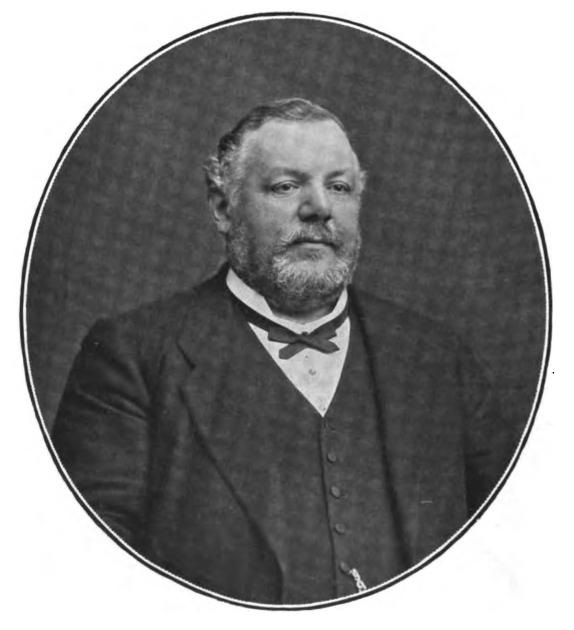
Frank Crisp en 1905.

Frank Crisp naît le 25 octobre 1843 à Londres. Sa mère meurt alors qu'il est âgé de trois ans ; son grand-père paternel, John Filby Childs (en), fait par la suite office de substitut parental. Frank, résolu à devenir avocat, trouve un emploi à 16 ans dans une firme de solliciteurs. Il étudie à l'université de Londres, recevant son BA en 1864 et son LLB en 1865. En 1867, il épouse Catherine Howes. 
De 1881 à 1906, il est trésorier puis vice-président de la Linnean Society of London. L'épouse de Frank, Catherine Crisp, présentée à la société le 17 novembre 1904 avec quatorze autres femmes, est élue membre. Elle se retire toutefois en 1916,.
Frank Crisp se qualifie pour être solliciteur en 1869. Sa réputation croît rapidement, agissant dans plusieurs contrats commerciaux importants. Parmi ses clients, il compte les sociétés de chemins de fer étrangères et la Marine impériale japonaise. Il a également rédigé le contrat pour la coupe  du Cullinan, le plus gros diamant brut jamais découvert.
Distingué Knight Bachelor le 16 décembre 1907, il est anobli baronnet le 5 février 1913 pour ses conseils auprès du Parti libéral du Royaume-Uni,
En 1889, il acquiert Friar Park à Henley-on-Thames. Horticulteur accompli, il monte de spectaculaires jardins publics sur cette propriété, incluant une rocaille comprenant une maquette de 6 mètres de haut du Cervin. Il a embauché Henry Ernest Milner (en) pour concevoir les plans de ces jardins. Crisp a rédigé et publié une étude exhaustive du jardinage médiéval. 
Membre enthousiaste et parfois même officier de la Royal Microscopical Society (en), il est généreux de son soutien à celle-ci, donnant matériel, livres et instruments en plus de collaborer à la rédaction de publications scientifiques.
Frank Crisp meurt le 29 avril 1919 à l'âge de 75 ans.
La chanson Ballad of Sir Frankie Crisp (Let It Roll) de George Harrison lui rend hommage.